# Proleće veštačke inteligencije
Proleće veštačke inteligencije, ili VI proleće, je period brzog napretka u oblasti veštačke inteligencije. Istaknuti primeri uključuju predviđanje savijanja proteina koje predvodi Gugl Dipmajnd i generativnu veštačku inteligenciju u kojoj prednjači OpenAI.
Očekuje se da će uspon veštačke inteligencije ostvariti duboki kulturni, filozofski, verski, ekonomski, i društveni uticaj, kako pitanja kao što su usklađivanje veštačke inteligencije, kvalija, i razvoj opšte veštačke inteligencije postaju široko istaknuta tema popularne diskusije.

## Istorija
Godine 2012, istraživački tim Univerziteta u Torontu je koristio veštačke neuronske mreže i tehnike dubokog učenja kako bi smanjio stopu greške ispod 25% po prvi put tokom ImageNet izazova za prepoznavanje objekata kompjuterskim vidom. Ovaj događaj je katalizovao uspon veštačke inteligencije kasnije tokom te decenije, kada su mnogi bivši studenti ImageNet izazova postali lideri u tehnološkoj industriji. Trka generativne veštačke inteligencije je ozbiljno počela 2016. ili 2017. nakon osnivanja istraživačke organizacije OpenAI i ranijih napretka u grafičkim procesnim jedinicama, količini i kvalitetu podataka za obuku, generativnim suparničkim mrežama, difuzionim modelima i arhitekturama transformatora. Godine 2018, Indeks veštačke inteligencije, inicijativa Univerziteta Stanford, izvestio je o globalnoj eksploziji komercijalnih i istraživačkih napora u oblasti veštačke inteligencije. Evropa je te godine objavila najveći broj radova iz ove oblasti, a slede Kina i Severna Amerika. Tehnologije kao što je Alfafold dovele su do preciznijih predviđanja savijanja proteina i poboljšale proces razvoja lekova. Ekonomisti i zakonodavci počeli su sve češće da raspravljaju o potencijalnom uticaju veštačke inteligencije. Do 2022. godine, veliki jezički modeli su imali povećanu upotrebu u aplikacijama za ćaskanje; modeli tekst-u-sliku mogli su da generišu slike za koje se činilo da ih je napravio čovek; i softver za sintezu govora je bio u stanju da efikasno replicira ljudski govor.
Prema metrikama od 2017. do 2021. godine, Sjedinjene Države su ispred ostatka sveta u pogledu finansiranja poduhvata u kategoriji rizičnog kapitala, broja startapova i patenata odobrenih u oblasti veštačke inteligencije. Naučnici koji su emigrirali u SAD igraju veliku ulogu u razvoju VI tehnologije u toj zemlji. Mnogi od njih su školovani u Kini, što je izazvalo debate o pitanjima nacionalne bezbednosti usred pogoršanja odnosa između dve zemlje.
Stručnjaci su razvoj veštačke inteligencije predstavili kao takmičenje za ekonomsku i geopolitičku prednost između Sjedinjenih Država i Kine. Godine 2021, analitičar Saveta za spoljne poslove izneo je načine na koje bi SAD mogle da zadrže svoju poziciju uprkos napretka Kine. Godine 2023, jedan analitičar iz Centra za strateške i međunarodne studije zalagao se za to da SAD iskoriste svoju dominaciju u tehnologiji veštačke inteligencije za vođenje svoje spoljne politike umesto da se oslanjaju na trgovinske sporazume.